# Anton Gangl

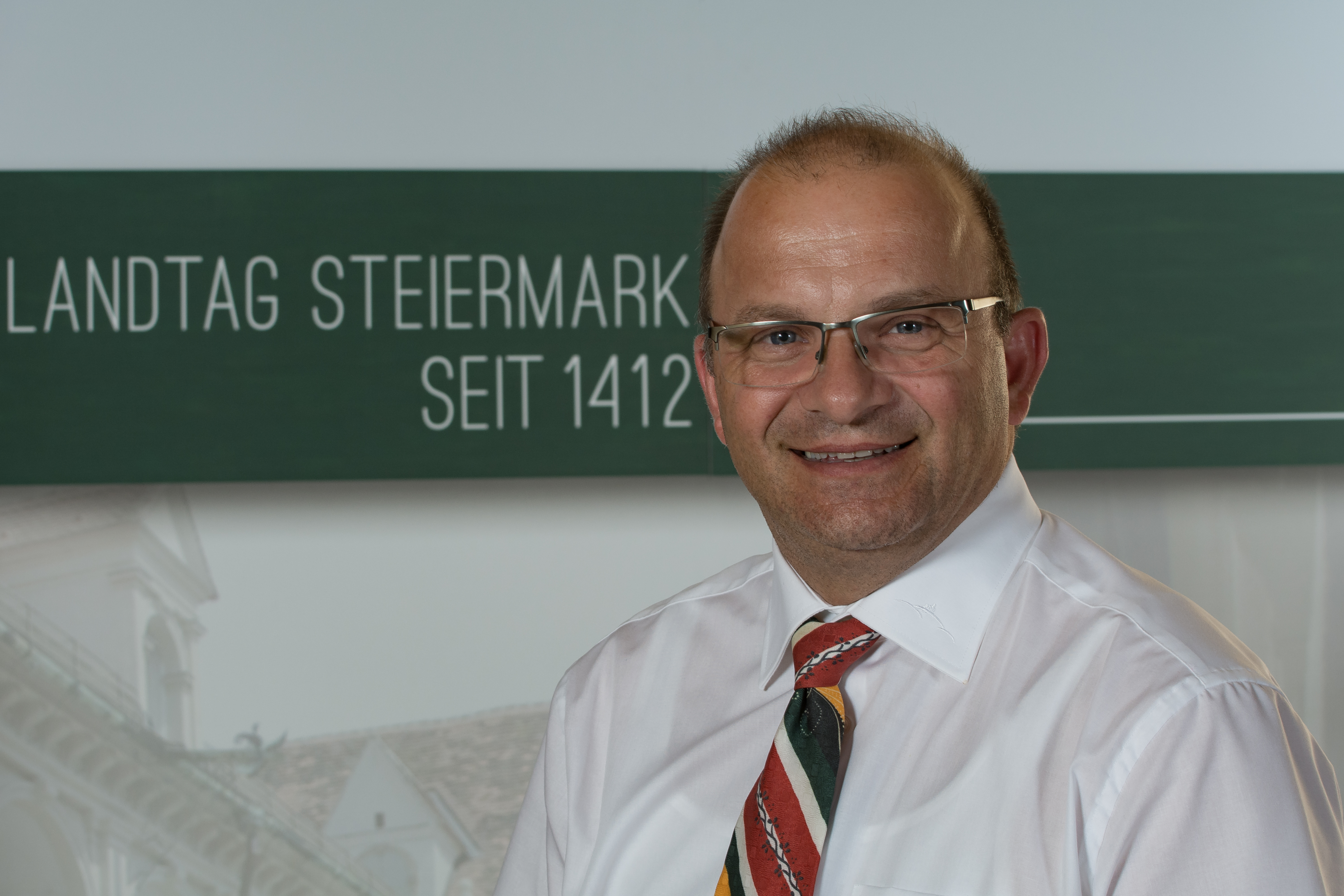
Anton Gangl (2016)

Anton Gangl (* 18. Februar 1964) ist ein steirischer Obstbauer und Politiker (ÖVP). Gangl war von 2000 bis 2019 Abgeordneter zum Landtag Steiermark.

## Leben
Gangl besuchte von 1970 bis 1974 die Volksschule in Tieschen und setzte seine Schulbildung von 1974 bis 1978 an der Hauptschule in Sankt Anna am Aigen fort. Danach absolvierte er von 1979 bis 1981 die Fachschule für Obstbau in Gleisdorf und leistete 1983 den Präsenzdienst bei der Stabskompanie Bad Radkersburg ab, bevor er 1986 die Meisterprüfung für Obstbau ablegte. Gangl ist als Obstbauer (vulgo Kobatl) in Tieschen tätig.
Nachdem sich Gangl zwischen 1983 und 1986 als Bezirksobmann der Landjugend engagiert hatte, wurde er 1997 Bundesobmann der Obstbauern und übernahm 1996 das Amt des Vizebürgermeisters und Gemeindekassiers der Gemeinde Tieschen. Er wurde 2000 zudem zum Bezirksparteiobmann der ÖVP Radkersburg gewählt und vertrat die ÖVP ab 2000 als Abgeordneter im Landtag. Gangl hatte innerhalb des Landtagsklubs die Funktion des Bereichssprechers für Sport inne. Nach der Landtagswahl 2019 schied er aus dem Landtag aus.

## Auszeichnungen
- 2020: Großes Goldenes Ehrenzeichen des Landes Steiermark[2]